# Eglis Yaima Cruz
Eglis Yaima Cruz, née le 12 avril 1980 à Sancti Spíritus, est une tireuse sportive cubaine.

## Palmarès
- Jeux olympiques de 2008 à Beijing (Chine) :
  -  Médaille de bronze sur l'épreuve de carabine trois positions 50 m.